# 노지심 (프로레슬링 선수)
노지심(본명: 김주용)은 대한민국의 프로레슬러이다. 그는 영화 반칙왕, 천사몽, 클라멘타인 등 영화에 출연하였다.

## 영화
- 2000년 반칙왕 - 프로레슬링 선수
- 2001년 천사몽 - 타미
- 2004년 클레멘타인 - 챔피언 2

## 같이 보기
- 김일
- 이왕표